# Saccharomycotina
Saccharomycotina O.E. Erikss. & Winka – klasa grzybów w obrębie workowców. Utworzyli ją Ove Erik Eriksson i Katarina Winka w 1997 r.

## Charakterystyka
Saccharomycotina to grzyby saprotroficzne żyjące na różnych produktach organicznych. Brak wśród nich pasożytów. Zbudowane są z plechy rozmnażającej się przez pączkowanie, czasami tylko otworzą słabo rozwinięte strzępki z przegrodami, w których występują drobne pory. Worki tworzą się bezpośrednio z komórek lub strzępek, pojedynczo lub w łańcuszkach.
Ściana komórkowa zbudowana jest głównie z glukanów i mannanów, typowa dla ścian komórkowych grzybów chityna występuje tylko w niewielkich ilościach.

## Systematyka
Dawniej klasyfikowano grzyby głównie na podstawie cech morfologicznych. Obecnie, gdy w klasyfikacji uwzględnia się wyniki badań molekularnych i genetycznych, doszło do ogromnych zmian w klasyfikacji grzybów. Jest to proces dynamiczny, wyniki nowych badań ciągle zmieniają istniejącą klasyfikację. Według Index Fungorum, opartego na kolejnych edycjach Dictionary of the Fungi, klasa Saccharomycotina to takson monotypowy z jednym tylko gatunkiem:
- podklasa: Saccharomycetes G. Winter 1880
  - rząd: Phaffomycetales M. Groenew., Hittinger, Opulente & A. Rokas 2023
    - rodzina: Phaffomycetaceae Y. Yamada, H. Kawas., Nagats., Mikata & T. Seki 1999
      - rodzaj: Millerago A.M. García-Acero, T.M. Batista, A.R.O. Santos, G.F.L. Souza, G.R. Franco, D.L. Souza, D. Yamam., W. 2024
        - gatunek: Millerago galiae Lachance, García-Acero & C.A. Rosa, in García-Acero, Batista, Souza, Santos, Souza, Franco, Velásquez-Lozano, Yamamoto, Toki, Lachance & Rosa (2024)